# Communauté de communes des Coteaux Macariens
La communauté de communes des Coteaux Macariens est un ancien établissement public de coopération intercommunale (EPCI) français, situé dans le département de la Gironde, en région Nouvelle-Aquitaine.

## Historique
La communauté de communes a été créée par arrêté préfectoral en date du 20 décembre 2002.
Depuis décembre 2005, la communauté de communes des Coteaux Macariens est adhérente, à part entière, du syndicat mixte du Pays des Rives de Garonne dont l'objectif est un projet commun de développement socio-économique, de gestion de l'espace et d'organisation des services.
Elle est dissoute le 31 décembre 2016. Huit de ses communes (Le Pian-sur-Garonne, de Saint-André-du-Bois, Saint-Germain-de-Grave, Saint-Macaire, Saint-Maixant, Saint-Martial, Semens et Verdelais) rejoignent la communauté de communes du Sud Gironde et les six autres adhèrent à la communauté de communes du Réolais en Sud Gironde.

## Composition
La communauté de communes des Coteaux Macariens était composée des 14 communes suivantes :
| Nom                     | Code Insee | Gentilé                | Superficie (km2) | Population (dernière pop. légale) | Densité (hab./km2) |
| ----------------------- | ---------- | ---------------------- | ---------------- | --------------------------------- | ------------------ |
| Saint-Macaire (siège)   | 33435      | Macariens              | 1,79             | 2 089 (2014)                      | 1 167              |
| Caudrot                 | 33111      | Caudrotais             | 6,12             | 1 182 (2014)                      | 193                |
| Le Pian-sur-Garonne     | 33323      | Pianais                | 6,35             | 834 (2014)                        | 131                |
| Saint-André-du-Bois     | 33367      | Andrésiens             | 10,00            | 423 (2014)                        | 42                 |
| Saint-Germain-de-Grave  | 33411      | Saint-Germinois        | 6,16             | 162 (2014)                        | 26                 |
| Saint-Laurent-du-Bois   | 33427      | Saint-Laurentais       | 7,41             | 257 (2014)                        | 35                 |
| Saint-Laurent-du-Plan   | 33428      |                        | 2,39             | 95 (2014)                         | 40                 |
| Saint-Maixant           | 33438      | Saint-Maixantais       | 7,68             | 1 832 (2014)                      | 239                |
| Saint-Martial           | 33440      |                        | 7,47             | 243 (2014)                        | 33                 |
| Saint-Martin-de-Sescas  | 33444      | Sescassiens            | 8,19             | 607 (2014)                        | 74                 |
| Saint-Pierre-d'Aurillac | 33463      | Pétrusiens-Aurillacois | 6,52             | 1 351 (2014)                      | 207                |
| Sainte-Foy-la-Longue    | 33403      | Foyens                 | 9,37             | 125 (2014)                        | 13                 |
| Semens                  | 33510      | Semensois              | 3,67             | 189 (2014)                        | 51                 |
| Verdelais               | 33543      | Verdelaisiens          | 4,75             | 994 (2014)                        | 209                |

## Démographie
| 2011  | 2012   | 2013   |
| ----- | ------ | ------ |
| 9 824 | 10 014 | 10 198 |

## Administration
L'administration de l'intercommunalité repose, à compter du renouvellement général des conseils municipaux de mars 2014, sur 30 délégués titulaires, à raison d'un délégué par commune membre, sauf Saint-Macaire qui en dispose de six, Saint-Maixant de quatre, Saint-Pierre-d'Aurillac et Caudrot de trois chacune et Verdelais, Le Pian-sur-Garonne, Saint-Martin-de-Sescas et Saint-André-du-Bois de deux chacune.
Pour l'année 2015, en raison de la parution du décret ministériel du 24 décembre 2014 authentifiant les nouveaux chiffres de population en France, le nombre des délégués chargés de l'administration de l'intercommunalité est fixé à 32 délégués titulaires, à raison d'un délégué par commune membre, sauf Saint-Macaire qui en dispose de six, Saint-Maixant de cinq, Saint-Pierre-d'Aurillac et Caudrot de quatre chacune, Verdelais de trois et Le Pian-sur-Garonne de deux ; la date d'application du décret est cependant repoussée au 1er mars 2015 en raison du décès du premier adjoint commune de Saint-André-du-Bois et de l'invalidation de l'élection d'une élue dans la même commune, événements entraînant une élection communale partielle les 1er et 8 mars 2015.
| Période    | Période              | Identité               | Étiquette | Qualité                            |
| ---------- | -------------------- | ---------------------- | --------- | ---------------------------------- |
|            | juin 2011            | Josiane Combret        |           | maire de Saint-Martial (2008-2020) |
| juin 2011  | avril 2014           | Philippe Mesnard       |           | maire de Verdelais (2001-2014)     |
| avril 2014 | mai 2016 (démission) | Jean-Pierre Jausserand | DVG       | maire de Caudrot (2014-2020)       |
| mai 2016   | décembre 2016        | Philippe Patanchon     |           | maire de Saint-Macaire (2008-2020) |

Le président est assisté de cinq vice-présidents :
- Francis Dussillols, adjoint au maire de Saint-Pierre-d'Aurillac, chargé du PLU intercommunal, du développement économique et de l'aménagement numérique et du développement touristique,
- Alain Bellard, maire du Pian-sur-Garonne, chargé de l'environnement, de l'habitat et de l'énergie,
- David Lartigau, maire de Semens, chargé de l'enfance et de la jeunesse, des personnes âgées et de l'espace de vie sociale,
- Philippe Patanchon, maire de Saint-Macaire, chargé du projet de lectures publiques, de l'événementiel, des animations et de la vie associative,
- Lucien Gazziero, maire de Saint-Maixant, chargé du transfert des voiries, des chalets d'urgence, du logement des jeunes, du suivi du faucardage et des chemins de randonnée et de la mise en commun du matériel et du personnel.